# Manovra di Heimlich

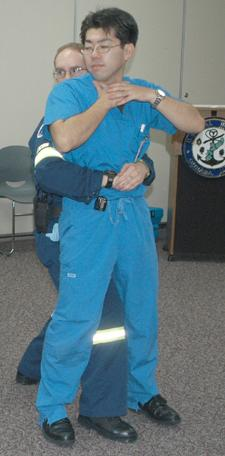
La manovra di Heimlich

La manovra di Heimlich è una tecnica di primo soccorso per rimuovere un'ostruzione delle vie aeree, che costituisce un'efficace misura per risolvere in modo rapido molti casi di soffocamento. La manovra prende il nome dal medico statunitense Henry Heimlich, che per primo la descrisse nel 1974.
La manovra può e deve essere praticata anche da persone senza preparazione sanitaria, ma in tal caso è sempre raccomandabile anche chiamare senza esitazione i servizi di soccorso, possibilmente ripartendo i compiti tra più persone: mentre la persona più idonea praticherà subito la manovra di Heimlich, altri si occuperanno immediatamente della chiamata d'emergenza. 
Se il soccorritore è solo con la vittima, praticherà prima la manovra di Heimlich, successivamente chiamerà i soccorsi e poi ripeterà la manovra fin dove necessario.

## Esecuzione della manovra di Heimlich
Dal momento che la vittima del soffocamento ha un'ostruzione alle vie aeree, non riuscendo a riempire i polmoni non ha nemmeno la possibilità di tossire energicamente da sola.
Il soccorritore esegue la manovra di Heimlich utilizzando mani e braccia per esercitare una serie di rapide e profonde pressioni sull'area addominale del paziente, tra sterno e ombelico, dirigendo la spinta verso l'alto in modo da comprimere il diaframma. Ciò provoca la compressione dei polmoni, esercitando così una spinta pneumatica sull'oggetto che ostruisce la trachea, in modo da provocarne l'espulsione. In sostanza ciò rappresenta un potente e artificiale colpo di tosse. 

### Segni di soffocamento
- La persona porta disperatamente le mani alla gola
- La persona non riesce a parlare e ha una respirazione difficoltosa, che spesso produce un rumore acuto
- La persona ha una tosse molto debole e non riesce a riempire i polmoni per tossire con energia
- Il viso della persona diventa blu (cianotico) per mancanza di ossigeno
- La persona perde coscienza

### Esecuzione

#### Procedura una persona in piedi o seduta
La persona che pratica la manovra di Heimlich si posiziona in piedi dietro l'infortunato, parlandogli e spiegando che sta per eseguire una manovra di emergenza, ma al tempo stesso agendo con decisione. La cinge con le braccia intorno ai fianchi, sotto le braccia. Una mano è piegata con il pugno chiuso e viene posizionata con la parte del pollice appiattita contro l'addome nella zona tra lo sterno e l'ombelico. L'altra mano afferra il pugno e provoca una serie di rapide e profonde spinte verso l'alto finché l'oggetto che ostruisce le vie aeree non viene espulso. 
Le spinte non devono mai comprimere o stringere la gabbia toracica, ma solo la parte molle dell'addome.
Le nuove linee guida di European Resuscitation Council prevedono che vengano alternate 5 compressioni sottodiaframmatiche e 5 colpi dorsali tra le scapole.

#### Procedura su se stessi
È possibile praticare la manovra di Heimlich anche su se stessi, utilizzando la stessa tecnica: una mano è chiusa a pugno e collocata contro il proprio addome mentre l'altra l'afferra e la spinge verso l'alto con una serie di spinte finché non si liberano le vie aeree. 
Altra tecnica efficace di autosoccorso è appoggiarsi con la parte alta dell'addome contro un oggetto fisso (per esempio una spalliera di un divano o di una sedia) e spingendo ripetutamente col proprio corpo verso il basso fino a che le compressioni non facilitino l'espulsione dell'ostruzione. 

### Dopo aver liberato le vie aeree
Dopo aver liberato le vie aeree, per mezzo dell'espulsione dell'oggetto o dei liquidi che le ostruivano, è comunque possibile, specialmente se la vittima ha perso conoscenza, che la respirazione non riprenda spontaneamente. 
Continuare la manovra di Heimlich non fa riprendere la respirazione. In questo caso, dal momento che è possibile un arresto cardiocircolatorio, la respirazione artificiale o la rianimazione cardiopolmonare dovranno essere utilizzate secondo la necessità.
Il supporto del medico è sempre utile e necessario dopo la manovra di Heimlich; se la persona riesce a respirare di nuovo è opportuno un controllo medico per escludere eventuali possibili traumi secondari o residue ostruzioni minori; se la persona non respira è indispensabile una chiamata di emergenza da effettuare non prima del termine del primo ciclo di insufflazioni e compressioni.

## Esecuzione della manovra su neonati
Se il neonato è cosciente si applicano 5 colpi interscapolari alternati a 5 compressioni toraciche sullo stesso punto in cui si pratica il massaggio cardiaco esterno (subito sotto la linea intermammillare). 
Non si esegue la manovra di Heimlich come tale su un lattante: allorché il neonato diventa incosciente, viene posto supino su piano rigido; il soccorritore allinea la testa, scopre il torace, effettua 5 ventilazioni di soccorso, allineando ogni volta il capo in posizione neutra. 
Effettuate le 5 ventilazioni, se non sopravvengono altre valutazioni, incomincia la rianimazione cardiopolmonare e andrà avanti con il protocollo di rianimazione per il primo minuto, ricontattando poi telefonicamente e aggiornando i servizi di emergenza. 
Prosegue fino a che la vittima non si disostruisce, o fino all'arrivo dei soccorsi avanzati o fino a esaurimento fisico del soccorritore.